# 꽃피는 봄날을 안아 오리라
《꽃피는 봄날을 안아 오리라》는 조선민주주의인민공화국의 노래이다.

## 개요
이 노래는 1984년에 제작된 예술영화 《숲은 설레인다》의 주제가이다.
조국의 산천을 지켜 내 나라를 푸르게 하려는 늙은 로병과, 꽃과 나무에 대하여 관심이 많은 젊은 처녀의 만남을 소재로 삼고있다.